# Perdomo (estación)
La estación sencilla Perdomo, hace parte del sistema de transporte masivo de Bogotá llamado TransMilenio inaugurado en el año 2000.

## Ubicación
La estación está ubicada en el sector suroccidente de la ciudad, específicamente sobre la Autopista Sur con Carrera 71. Tiene acceso por medio de puente peatonal sobre esta vía, que en el costado oriente tiene el nombre de Carrera 72.
Atiende la demanda de los barrios Barlovento, Olarte, Rincón de la Valvanera y sus alrededores.
En las cercanías están los almacénes Jumbo y Easy Autopista Sur y la zona industrial de la Autopista Sur.

## Origen del nombre
La estación recibe su nombre de un barrio ubicado hacia el sur, a unos 700 metros. Se eligió este nombre por ser de mayor recordación para los vecinos del área.

## Historia
La inauguración de la estación se realizó el 15 de abril de 2006, siendo parte del tramo comprendido entre las estaciones Alquería y Portal Sur - JFK Cooperativa Financiera de la Troncal NQS. En el año 2013 se realizaron las obras civiles necesarias para que los buses biarticulados de TransMilenio pudieran hacer parada en la estación.

## Servicios de la estación

### Servicios troncales
| Tipo                                            | Rutas al Norte | Rutas al Oriente | Rutas al Sur |
| ----------------------------------------------- | -------------- | ---------------- | ------------ |
| Ruta fácil                                      | 4              |                  | 4            |
| Expresos todos los días todo el día             | B12            | M47              | G12 G47      |
| Expresos lunes a viernes hora pico de la mañana |                | A52              |              |
| Expresos lunes a viernes hora pico de la tarde  |                |                  | G52          |

### Esquema
| ← Norte    |         |         |
| Carrera 71 | 4A52    | B12M47  |
| Puente     | Vagón 2 | Vagón 1 |
| Carrera 71 | 4G52    | G12G47  |
| Sur →      |         |         |

### Servicios urbanos
Así mismo funcionan las siguientes rutas urbanas del SITP en los costados externos a la estación, circulando por los carriles de tráfico mixto sobre la Avenida NQS, con posibilidad de trasbordo usando la tarjeta TuLlave:
| Código | Sector             | Dirección             | Rutas                                       |
| ------ | ------------------ | --------------------- | ------------------------------------------- |
| 473A10 | H Parque Balmoral  | Autopista Sur - KR 71 | A601G521 91 C29 P24 TC14                    |
| 042A10 | H Estación Perdomo | Autopista Sur - KR 71 | A601G521K505 91 579 599 C29 C701 P7 P24     |
| 055A09 | G Estación Perdomo | Autopista Sur - KR 72 | G505G521G712 91 579 599 C29 C701 P7 P24 P44 |

## Ubicación geográfica
| Noroeste: Bosa                                   | Norte: F Américas - Avenida Boyacá | Nordeste: Bosa                              |
| Oeste: G Portal Sur - JFK Cooperativa Financiera |                                    | Este: G C.C. Paseo Villa del Río - Madelena |
| Suroeste: Ciudad Bolívar                         | Sur: Ciudad Bolívar                | Sureste: Ciudad Bolívar                     |